# Херберт Џорџ Велс
Херберт Џорџ Велс (енгл. Herbert George Wells; Бромли, 21. септембар 1866 — Лондон, 13. август 1946) је био енглески новинар, социолог, историчар и књижевник највише познат по својим делима научне фантастике као што су Временска машина, Рат светова, Невидљиви човек и др.  Плодан у многим жанровима, написао је на десетине романа, кратких прича и дела друштвених коментара, историје, сатире, биографије и аутобиографије. Његов рад обухвата и две књиге о рекреативним ратним играма. Велс се сада најбоље памти по научнофантастичним романима и често га називају „оцем научне фантастике“, заједно са Жил Верном и издавачем Хјугом Гернсбаком.
Током свог живота, међутим, био је најистакнутији напредним стајалиштима, чак пророчански друштвени критичар који је своје књижевне таленте посветио развоју прогресивне визије на глобалном нивоу. Као футуриста, написао је бројна утопијска дела и предвидео је појаву авиона, тенкова, свемирских путовања, нуклеарног оружја, сателитске телевизије и нечега што подсећа на Светску мрежу. Његова научна фантастика замишљала је путовање кроз време, инвазију ванземаљаца, невидљивост и биолошки инжењеринг. Брајан Олдис је Велса назвао „Шекспиром научне фантастике“, док га је амерички писац Чарлс Форт сматрао „дивљим талентом“.
Велс је чинио своја дела уверљивима уносећи уобичајене детаље уз једну изузетну претпоставку - названу „Велсов закон“ - што је новело Џозефа Конрада да га 1898. назове „реалистом фантастике“. Његова најзначајнија научнофантастична дела укључују Времеплов (1895), који је био његов први роман, Острво доктора Морoа (1896), Невидљиви човек (1897), Рат светова (1898) и војну научну фантастику Рат у ваздуху (1907). Велс је четири пута био номинован за Нобелову награду за књижевност.
Велсовo најраније специјализовано образовање било је у области биологије, а његово размишљање о етичким питањима одвијало се у специфично и фундаментално дарвинистичком контексту. Он је такође је био отворени социјалиста од малих ногу, често (али не увек, као на почетку Првог светског рата) симпатизирајући пацифистичке ставове. Његови каснији радови постајали су све више политички и дидактички, а писао је мало научне фантастике, док је понекад у службеним документима назначио да је његово занимање новинар. Романи попут Кипса и Историје господина Полија, који описују живот ниже средње класе, довели су до сугестије да је он достојан наследник Чарлеса Дикенса, али је Велс описао низ друштвених слојева и чак покушао, у Тоно-Бунгахз (1909), дијагнозирати енглеско друштво у целини. Велс је био дијабетичар и саоснивач је добротворне организације Дијабетичарске асоцијације (данас познате као Дијабетес УК) 1934.

## Биографија
Родио се у породици радничке класе. Школовао се до 1879, кад родитељи више нису били у могућности да га финансирају, па је постао тапетарски помоћник. Тај посао му се није свидео, па је био срећан када га је мајстор отпустио 1883. Радио је као помоћни учитељ у основној школи, па је са осамнаест година добио стипендију и почео да студира биологију. На универзитету се истиче знањем, али и интересовањем за реформу друштва кроз идеје социјализма и платонизма. Изгубио је стипендију и посветио се педагошком раду. Релативно касно је почео да пише. Био је политички активан у социјалистичким круговима, али је временом постао маргинална политичка личност. Занимљиво је да се сматра зачетником стоних ратних друштвених игара.
Женио се два пута, први пут са сестричном Изабел Мери Велс, 1891. године, а други пут са Ејми Кетрин Робинс, 1895. године, са којом је имао два сина. Познате су његове бројне ванбрачне авантуре као и ванбрачна деца.
Његов савременик је био Жил Верн. У Велсовим делима поента је била на последици употребе проналазака, и то најчешће мрачним. Његов роман првенац био је Времеплов који се бави потпуно новом идејом путовања кроз време и негативном утопијом далеке будућности.

## Непотпун списак дела
- Времеплов (The Time Machine) (1896)
- Острво доктора Мороа (The Island of Dr. Moreau) (1896)
- Невидљиви човек (The Invisible Man) (1897)
- Рат светова (The War of The Worlds) (1898)
- Људи попут богова (Men Like Gods) (1923)
- Обриси будућности (The Shape of Things to Come) (1933)

### Извори — збирке
- Works by Херберт Џорџ Велс in eBook form на сајту * Херберт Џорџ Велс на сајту Пројекат Гутенберг (језик: енглески)
- Дела Herbert George Wells на сајту Фејдид пејџ Канада

- Херберт Џорџ Велс на сајту Internet Archive (језик: енглески)
- Херберт Џорџ Велс на сајту LibriVox (језик: енглески)
- Free H. G. Wells downloads for iPhone, iPad, Nook, Android, and Kindle in PDF and all popular eBook reader formats (AZW3, EPUB, MOBI) at ebooktakeaway.com
- H G Wells Архивирано на веб-сајту  (12. септембар 2021) at the British Library
- H. G. Wells papers at University of Illinois
- Ebooks by H. G. Wells at Global Grey Ebooks
- Новински исечци на тему  Херберт Џорџ Велс у Новинским архивама 20. века Немачке националне библиотеке економије (ZBW)

### Извори - писма, есеји и интервјуи
- Archive of Wells's BBC broadcasts
- Film interview with H. G. Wells Архивирано на веб-сајту  (20. август 2010)
- "Stephen Crane. From an English Standpoint", by Wells, 1900.
- Rabindranath Tagore: In conversation with H. G. Wells. Rabindranath Tagore and Wells conversing in Geneva in 1930.
- "Introduction", to W. N. P. Barbellion's The Journal of a Disappointed Man, by Wells, 1919.
- "Woman and Primitive Culture", by Wells, 1895.
- Letter, to M. P. Shiel, by Wells, 1937.

### Биографија
- „Wells, Herbert George”.  (на језику: енглески) (11 изд.). 1911.
- "H. G. Wells". In Encyclopædia Britannica Online.
- Parrinder, Patrick (2011). „Wells, Herbert George”. Oxford Dictionary of National Biography (online изд.). Oxford University Press. doi:10.1093/ref:odnb/36831. (Subscription or UK public library membership required.)
- „H. G. Wells — биографија”. Science Fiction and Fantasy Hall of Fame.

### Критички есеји
- An introduction to The War of the Worlds by Iain Sinclair on the British Library's Discovering Literature website.
- "An Appreciation of H. G. Wells", by Mary Austin, 1911.
- "Socialism and the Family" (1906) by Belfort Bax, Part 1, Part 2.
- "H. G. Wells warned us how it would feel to fight a War of the Worlds", by Niall Ferguson, in The Telegraph, 24 June 2005.
- "H. G. Wells's Idea of a World Brain: A Critical Re-assessment", by W. Boyd Rayward, in Journal of the American Society for Information Science 50 (15 May 1999): 557–579
- "Mr H. G. Wells and the Giants", by G. K. Chesterton, from his book Heretics (1908).
- "The Internet: a world brain?", by Martin Gardner, in Skeptical Inquirer, Jan–Feb 1999.
- "Science Fiction: The Shape of Things to Come", by Mark Bould, in The Socialist Review, May 2005.
- "Who needs Utopia? A dialogue with my utopian self (with apologies, and thanks, to H. G. Wells)", by Gregory Claeys in Spaces of Utopia: An Electronic Journal, no 1, Spring 2006.
- "When H. G. Wells Split the Atom: A 1914 Preview of 1945", by Freda Kirchwey, in The Nation, posted 4 September 2003 (original 18 August 1945 issue).
- "Wells, Hitler and the World State", by George Orwell. First published: Horizon. GB, London. Aug 1941.
- "War of the Worldviews", by John J. Miller, in The Wall Street Journal Opinion Journal, 21 June 2005.
- „"Wells's Autobiography"”. New International. 2 (2): 75—76. март 1935. Архивирано из оригинала 26. 11. 2005. г., by John Hart, from ,,
- „"History in the Science Fiction of H. G. Wells"”. Cycnos. 22 (2). 2006. Архивирано из оригинала 23. 11. 2006. г., by Patrick Parrinder, .
- "From the World Brain to the Worldwide Web", by Martin Campbell-Kelly, Gresham College Lecture, 9 November 2006.
- „"The Beginning of Wisdom: On Reading H. G. Wells"”. Boston Review. 31 (1). 2007. Архивирано из оригинала 19. 2. 2007. г., by Vivian Gornick, .
- John Hammond, The Complete List of Short Stories of H. G. Wells
- "H. G. Wells Predictions Ring True, 143 Years Later" at National Geographic
- "H. G. Wells, the man I knew" Obituary of Wells by George Bernard Shaw, at the New Statesman